# Holden VX
De Holden VX was de elfde Commodore-serie van het Australische automerk Holden. De VX-serie was een facelift van de Holdens vorige serie, de Holden VT-serie, die wel volledig nieuw was geweest. Vooral mechanisch werd een en ander verbeterd.

## Geschiedenis
De VX-serie nam de motoren van de VT-serie over, maar zowel de V6- als de V8-motoren werden krachtiger. De turbogeladen versie van de V6 kwam op de optielijst te staan bij de Executive en de Acclaim. Ook aan de voorwielophanging werd gesleuteld. Antiblokkeersysteem (ABS) werd standaard op alle modellen. Holden had in samenwerking met het Monash University Accident Research Centre ook uitgebreid onderzoek gedaan naar zijdelingse aanrijdingen. Het resultaat was een aangepaste B-stijl die het risico op verwonding bij zo'n aanrijding halveerde. Aan het uiterlijk werden ook nog aanpassingen gedaan aan de koplampen, het radiatorrooster en de achterlichten. De VX Series II kreeg een nieuwe achterwielophanging mee. De VX-serie telde ook weer een aantal gelimiteerde modellen. Daaronder de Commodore Equipe Sedan (200 stuks), de Commodore Lumina (5000), de Commodore Acclaim (350) en de Commodore International (350).

## Modellen
- Aug 2000: Holden Commodore Executive Sedan
- Aug 2000: Holden Commodore S Sedan
- Aug 2000: Holden Commodore SS Sedan
- Aug 2000: Holden Berlina Sedan
- Aug 2000: Holden Calais Sedan
- Aug 2000: Holden Commodore Executive Wagon
- Aug 2000: Holden Berlina Wagon
- Nov 2000: Holden Commodore Lumina
- Mei 2001: Holden Commodore Acclaim Sedan
- Mei 2001: Holden Commodore Acclaim Wagon
- Mei 2001: Holden Commodore International
- Mei 2001: Holden Commodore Equipe Sedan
- Sep 2001: Holden Commodore ~ Series II
- Okt 2001: Holden Commodore Lumina Series II